# Musée des croyances et de la religiosité populaires des Pyrénées centrales

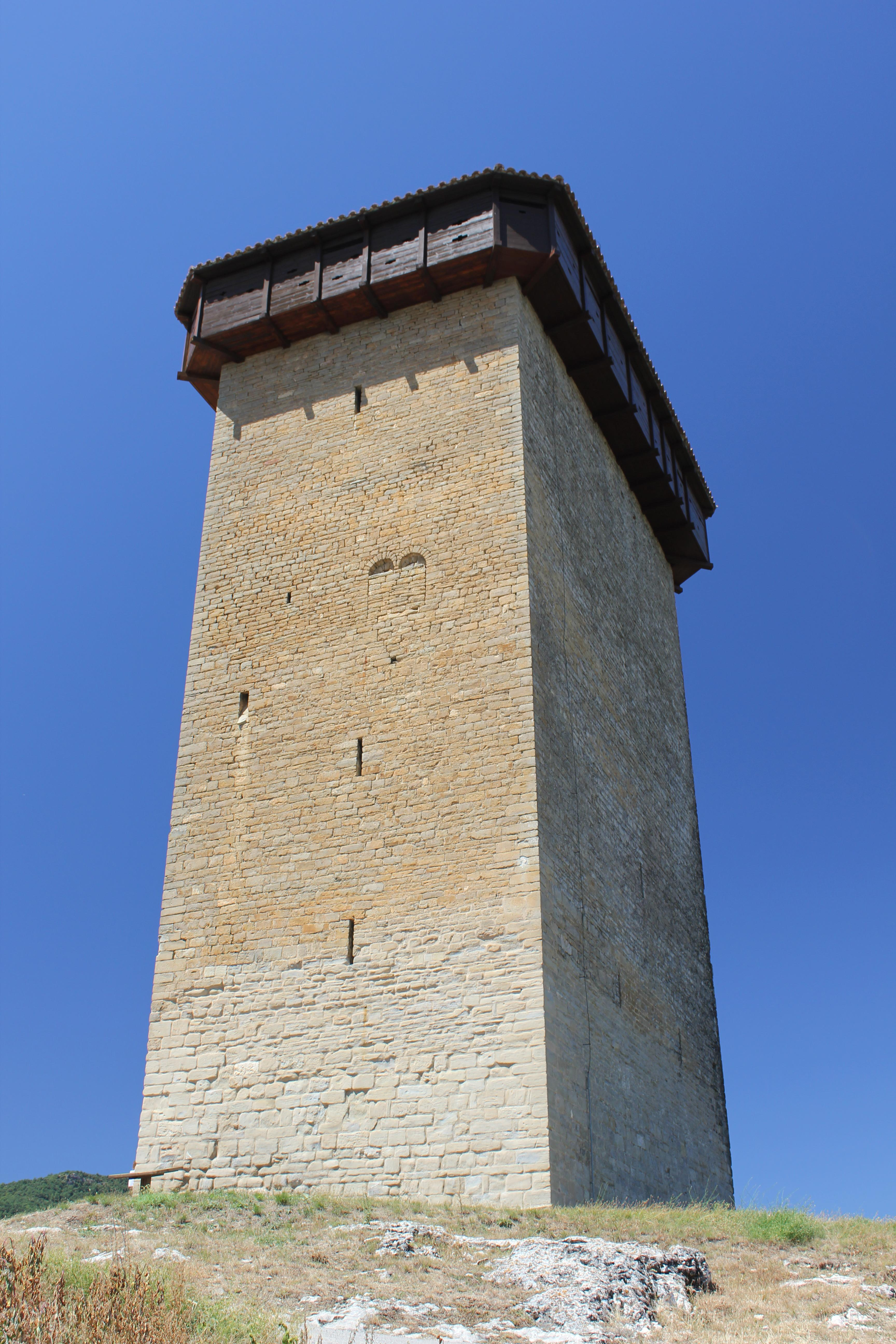
La tour d’Abizanda, siège du musée

Le Musée des croyances et de la religiosité populaires des Pyrénées centrales, en espagnol Museo de Creencias y Religiosidad Popular del Pirineo Central, est un musée ethnographique situé à Abizanda, municipalité de la comarque de Sobrarbe, province de Huesca, Aragon (Espagne). 

## Collections
L’objet du musée est de présenter les témoignages des croyances populaires dans les Pyrénées centrales. Il abrite plus de 8 000 objets datés du premier millénaire avant le Christ jusqu’à la première moitié du XXe siècle. 
Le musée occupe les locaux de l’ancienne abbaye d’Abizanda (XVIIe siècle) et la tour voisine, vestige du château du XIe siècle, où sont présentées des expositions temporaires. Le musée offre trois niveaux : le premier est consacré à la protection de la maison, le deuxième à la protection de l’individu, le troisième aux croyances de la communauté.  Les objets exposés regroupent talismans, amulettes, crucifix, chapelets, reliquaires, imagerie populaire, etc. Des présentations audiovisuelles, des audioguides, une banque d’images sont également proposés aux visiteurs.

## Historique
La création de ce musée est due à l’initiative du professeur Ángel Gari-Lacruz en 1990, avec la collaboration active de Pedro Santorromán (1956-2005), maire de Abizanda et sénateur. Le musée est en relation étroite avec le CEDAS (Centro de Estudios y Documentación de Aure y Sobrarbe, Centre d’études et de documentation Aure-Sobrarbe) qui agit en faveur des relations culturelles entre le Sobrarbe, la vallée d'Aure et la vallée du Louron, sur le versant français. Officiellement inauguré en 2005, le CEDAS a pris l’appellation CEDAS Pedro Santorromán.